# Arroganza
L'arroganza (dal latino arrogantia) è un termine che descrive un atteggiamento altezzoso e presuntuoso, o in dettaglio l'habitus di persone che sopravvalutano il proprio valore o le proprie capacità, spesso con disprezzo o mancanza di rispetto per gli altri. Caratterizza il comportamento di una persona che chiede o cerca di chiedere più di quanto gli è dovuto, soprattutto quando la persona che soffre di questa abitudine ha autorità. Hybris indica l'arroganza in forma di pericolosa o eccessiva sicurezza in sé stessi.
Il termine ha origine giuridica: l'espressione ad rogare, in latino, indica la richiesta e l'appropriazione di ciò su cui non si possono vantare diritti. L'arroganza sarebbe sinonimo di vanità. Secondo la teoria della nevrosi di Karen Horney, l'arroganza è il prodotto della compensazione che si verifica nell'ego (egocentrismo) per avere un'immagine di sé gonfiata. Pertanto, la persona intende esercitare i diritti che ritiene di avere per l'importanza che attribuisce a se stessa, in base alla propria immagine di sé; mentre altri lo vedono e lo riconoscono per quello che effettivamente è.
Arrogare significa "rivendicare o sequestrare senza giustificazione [...] affermare indebitamente di avere", o "pretendere o sequestrare senza diritto... o attribuire senza motivo". Secondo gli studi, arroganza e pretesa sono legate al bisogno di vittoria (anche se non sempre significa vincere) invece che alla riconciliazione, che i gruppi "amichevoli" potrebbero promuovere. L'arroganza è generalmente percepita come una caratteristica di un individuo piuttosto che di un gruppo, sebbene il gruppo a cui appartiene l'autore del reato possa subire conseguenze collaterali da atti illeciti. Indica spesso una perdita di contatto con la realtà e una sopravvalutazione delle proprie competenze, realizzazioni o capacità.
Nel diritto romano arrogare aveva invece il significato di "domandare al popolo": per esempio, l'adozione di una persona senza patria potestà richiedeva il consenso pubblico dell'intero popolo riunito.
Concetti simili all'arroganza sono l'egoismo, il narcisismo, la vanità, l'egocentrismo, l'orgoglio, il sarcasmo e la megalomania.

## Origine greca antica

### Uso comune
In greco antico, il termine hybris si riferiva a “oltraggio”: azioni che violavano l'ordine naturale, o che facevano vergognare e umiliare la vittima, a volte per il piacere o la gratificazione di chi abusava. In alcuni contesti, il termine aveva una connotazione sessuale. La vergogna si rifletteva spesso anche sull'autore del reato.

### Uso legale
In termini legali, le violazioni arroganti della legge includevano ciò che oggi potrebbero essere definite aggressione e percosse, crimini sessuali o furto di proprietà pubbliche o sacre.
Nell'Antica Atene, hybris era definita come l'uso della violenza per svergognare la vittima (questo senso di arroganza potrebbe anche caratterizzare lo stupro). Aristotele la definì come far vergognare la vittima, non a causa di qualcosa che è accaduto o potrebbe accadere al commesso, ma semplicemente per la gratificazione di quel commesso: "per arrecare vergogna alla vittima, non perché ti accada qualcosa, né perché ti è successo qualcosa, ma solo per la tua stessa gratificazione. Hubris non è il contraccambio di ferite passate; questa è vendetta. Quanto al piacere nell'arroganza, la sua causa è questa: gli uomini ingenui pensano che maltrattando gli altri aumentino la propria superiorità."
Fondamentali per questa definizione sono gli antichi concetti greci di onore (τιμή, timē) e vergogna (αἰδώς, aidōs). Il concetto di onore includeva non solo l'esaltazione di chi riceve l'onore, ma anche la vergogna di chi è sopraffatto dall'atto di arroganza. Questo concetto di onore è simile a un gioco a somma zero. Rush Rehm semplifica questa definizione di arroganza al concetto contemporaneo di "insolenza, disprezzo e violenza eccessiva".

## Uso moderno
Descrive una qualità della personalità di forte orgoglio o estrema considerazione di sè.
L'arroganza è spesso associata a una mancanza di umiltà. A volte l'arroganza di una persona è anche associata con ignoranza. Viene anche definita "orgoglio che acceca" perché spesso fa sì che chi commette arroganza agisca in modi sciocchi che smentiscono il buon senso. In altre parole, la definizione moderna può essere pensata come "quell'orgoglio che precede la caduta".
L'Oxford English Dictionary definisce "arroganza" in termini di "opinione alta o gonfiata delle proprie capacità, importanza, ecc., che dà luogo a presunzione o eccessiva fiducia in sé stessi, o a un sentimento o atteggiamento di superiorità agli altri."
(Charles Robert Darwin)
La buona educazione è l'abito migliore delle persone intelligenti. Con essa non si fa mai brutta figura.»
(Juli Moranduzzo)